# 异鲴
异鲴（学名：Aspidoparia morar）为鲤科异鲴属的鱼类。在中国，分布于怒江水系等，一般栖息于河流干流。分布於亞洲印度、尼泊爾、孟加拉、阿富汗、緬甸及泰國。本魚體狹長，體色青色，腹部銀白色，尾鰭深叉，眼大，側線明顯，顎短；鱗片非常易脫落，沒有觸鬚，背鰭軟條9至11枚；臀鰭軟條10 -12枚，體長可達17.5公分，棲息在平緣或多山的溪流或湖泊。

## 扩展阅读
維基物種上的相關：异鲴